# Скагул Тост
Скоглар Тосте (швед. Skoglar-Toste; пом. 975) — вікінг, вождь шведської провінції Вестерйоланд.
Згадується в сагах, в тому числі в повісті «Коло Земне». По деяким даним, був прадідом короля Швеції Стенкілья, скинувшого з престола Емунда Старого в 1060 році.
Народився в Данії (точна дата невідома), прийав участь в грабіжницьких походах, плавав по Балтійському морю.
Згідно Сноррі Стулсону, він був батьком Сігріда Горда і Ульфа Тостесена.
Давав притулок вигнаному королю Харальду Гренске. В 970 брав участь в поході до Британії і зібрав з англосаксів данину, а в 975 році помер. Нащадки Скоглара Тосте згодом переселились на Русь.